# Canta Comigo Teen
Canta Comigo Teen é um talent show brasileiro de canto exibido pela Record desde 4 de outubro de 2020. O programa é a versão adolescente do Canta Comigo com participantes entre 9 e 16 anos de idade.

## O programa
O programa coloca crianças e adolescentes anônimos em um deslumbrante palco para cantar diante de um time de 100 jurados, composto por profissionais da indústria da música, como cantores, DJs e produtores, todos com opiniões e estilos bem diferentes. À medida em que vão conquistando os jurados com suas performances, os candidatos colocam todos para cantarem juntos, propiciando assim um dos momentos de maior vibração da atração e o ambiente perfeito para sua marca ganhar grande visibilidade e se relacionar com o público.

## Formato
Em cada episódio, crianças e adolescentes sobem ao palco, mas a espera para julgar cada apresentação são os "The 100" - um painel exclusivo de cem especialistas em música e artistas.

## Fases

### Eliminatórias
Em cada um dos oito primeiros episódios, onze competidores irão se apresentar. O maior pontuador, ou seja, aquele que conseguir levantar o maior número de jurados do episódio se classifica automaticamente para a semifinal da temporada, enquanto os donos do segundo e do terceiro lugares no ranking de pontuação se enfrentam em um duelo de vozes para decidir quem fica com a segunda vaga na semifinal.

#### Duelo
O duelo é uma sub-etapa, que acontece no final dos episódios da eliminatórias, na repescagem e nas semifinais. Nele, os donos do 2º e 3º tem suas respectivas notas zeradas e se enfrentam tendo que cantar uma nova música para os 100 jurados. Ganha o maior pontuador, ou seja, quem levantar o maior número de jurados possível.

#### Empate
O empate também é uma sub-etapa e pode acontecer em qualquer momento do programa. Nele, dois competidores que tiraram notas iguais passam por uma nova avaliação dos 100 jurados, não sendo necessária uma nova apresentação. Os 100 só podem votar em um dos dois candidatos para que haja uma divisão justa. Ao fim, o painel exibe duas notas: a primeira sempre é de que já está no Top 3 e a segunda de quem se apresentou recentemente. Ganha o desempate quem conseguir a maioria dos votos dos jurados, ou seja, mais de 50 votos.

### Repescagem
Após o fim da fase de eliminatórias, dá-se inicio a fase de repescagem. Nela, os 100 jurados se reúnem e selecionam alguns competidores que não foram aprovados nas Eliminatórias (ou por não terem obtido pontos suficientes para o Top 3, ou por terem perdido o duelo) e dão a eles uma "segunda chance" de retornem ao palco e realizarem novas performances. As regras permanecem as mesmas, o maior pontuador, ou dono do 1º Lugar, tem vaga garantida na semifinal, já o 2º e 3º Lugar duelam pela segunda e última vaga da semifinal.

### Semifinais
A semifinal do programa é dividida em dois episódios. Em cada um deles, os candidatos qualificados na fase de seleção se reapresentam para os 100 jurados em novas e contagiantes performances.

### 100 Pontos
O candidato que atingir a pontuação máxima e fizer com que os cem jurados se levantem de uma só vez garante uma vaga direto para a grande final. Isso pode acontecer a qualquer momento do programa, seja na fase eliminatória, no duelo, na repescagem ou na semifinal.
Porém, durante a coletiva de imprensa virtual da estreia da primeira temporada do programa, o diretor-geral Rodrigo Carelli informou que haveria uma alteração nessa regra. Os 100 pontos só valerão como "pontuação especial" durante as eliminatórias, no duelo e na repescagem. sendo assim excluída, na fase da semifinal. Ou seja, quem tirar 100 pontos na semifinal, não irá direto para final, mas sim ganhará uma vaga no Top 3.  A partir da segunda temporada, quem fizer 100 pontos na repescagem vai direto para a semifinal

### Final
Na etapa final, os finalistas se apresentam mais uma vez para os jurados. Os três que conseguirem a maior pontuação vão a voto popular e o público é quem tem a palavra final: o mais votado pela audiência é consagrado o vencedor da temporada, faturando o prêmio de R$ 200 mil.

## Jurados
O programa, diferentemente de outros talent shows musicais, traz uma gama de 100 jurados, entre especialistas em música e artistas de todo o país. Eles foram lançados para incluir uma gama diversificada de idades, origens e gêneros, incluindo pop, rock, soul, jazz, musicais e clássicos.

## Temporadas
| Temporada | Temporada | Exibição original    | Exibição original      |
| Temporada | Temporada | Estreia              | Final                  |
| --------- | --------- | -------------------- | ---------------------- |
|           | 1.ª       | 4 de outubro de 2020 | 20 de dezembro de 2020 |
|           | 2.ª       | 3 de outubro de 2021 | 26 de dezembro de 2021 |
|           | 3.ª       | 3 de julho de 2022   | 18 de setembro de 2022 |
|           | 4.ª       | 2 de julho de 2023   | 17 de setembro de 2023 |
|           | 5.ª       | 7 de julho de 2024   | 22 de setembro de 2024 |
|           | 6.ª       | 2025                 | 2025                   |

## Finalistas (por temporada)
| Temporada | Finalistas |
| --- | --- |
| 1 | Sidinho Bia Vasconcellos Julia Torquato Letícia Lopes Pedro Henrique Larissa Davi Quaresma Bruno Bomfim Bioza Mikaelle Mayara Leonardo Freire Letícia Anry Ilan Câmara Nick Cristiny Emmy Oliveira                                                |
| 2 | Kássia Santos Bel Miranda Pedro Pupak Giulia Rodrigues João Vitor Micuim Lorenzo Tarantelli Giulia Lima Bebela Bechara Pietro Demarque Maju Mariah Yohana Yasmin Giacomini Gustavo Violeiro Hadassa Mazarão Luis Miguel Analú Gusmão Duda Ramalho |
| 3 | Emanuel Ferraro Júlia Moura Manuela Macedo Railena Show Vale Mazuí João Victor Bruna Paschoal Fábio Hércules Sofia Gomide Winicius Vaqueiro Ana Lu                                                                                                |
| 4 | Clarinha Teixeira Manu Paiva Mina Laís Ribeiro Vitória Gnoatto Helô Providello Lelê Alves Marina Finkel Tainá e Tatiane Jhuly Alíria Minori Bia Abraão Iara Almeida Yasmin Helo Passos                                                            |
| 5 | Felipe Sonnesso Bia Negreiros Larissa Faria Heloisa Gibertoni Rodriguinho Davi Sertanejo Bibi Valverde Ranon Fernandes |
| O participante vencedor está em negrito, os participantes que chegaram à final em itálico e os demais separados por ordem de eliminação. | |

## Sumário
| Temp. | Ano  | Finalistas        | Finalistas       | Finalistas     |
| Temp. | Ano  | Vencedor(a)       | 2.º lugar        | 3.º lugar      |
| ----- | ---- | ----------------- | ---------------- | -------------- |
| 1     | 2020 | Sidinho           | Bia Vasconcellos | Julia Torquato |
| 2     | 2021 | Kássia Santos     | Bel Miranda      | Pedro Pupak    |
| 3     | 2022 | Emmanuel Ferraro  | Júlia Moura      | Manuela Macedo |
| 4     | 2023 | Clarinha Teixeira | Manu Paiva       | Mina           |
| 5     | 2024 | Felipe Sonnesso   | Bia Negreiros    | Larissa Faria  |

## Audiência
Os dados são providos pelo IBOPE e se referem ao público da Grande São Paulo.
| Temporada | Horário        | Estreia              | Estreia | Final                  | Final  | Média geral (em pontos) |
| Temporada | Horário        | Data                 | Pontos  | Data                   | Pontos | Média geral (em pontos) |
| --------- | -------------- | -------------------- | ------- | ---------------------- | ------ | ----------------------- |
| 1.ª       | Domingo, 18h00 | 4 de outubro de 2020 | 9.0     | 20 de dezembro de 2020 | 8.8    | 9.0                     |
| 2.ª       | Domingo, 18h00 | 3 de outubro de 2021 | 8.6     | 26 de dezembro de 2021 | 6.7    | 8.2                     |
| 3.ª       | Domingo, 18h00 | 3 de julho de 2022   | 6.5     | 18 de setembro de 2022 | 7.8    | 7.4                     |
| 4.ª       | Domingo, 18h00 | 2 de julho de 2023   | 7.0     | 17 de setembro de 2023 | 5.9    | 6.8                     |
| 5.ª       | Domingo, 18h00 | 7 de julho de 2024   | 5.3     | 22 de setembro de 2024 | 5.9    | 5.5                     |

- Em 2020, cada ponto representou 74,9 mil domicílios ou 203,3 mil pessoas na Grande São Paulo.

## Prêmios e indicações
| Ano  | Prêmio                | Categoria           | Indicação         | Resultado | Ref.   |
| ---- | --------------------- | ------------------- | ----------------- | --------- | ------ |
| 2020 | Prêmio Contigo! de TV | Melhor Reality Show | Canta Comigo Teen | Indicado  | [ 10 ] |